# Thermes de Pré-Saint-Didier
Les thermes de Pré-Saint-Didier font partie des thermes historiques du Valdigne, en Vallée d'Aoste, le long de la Doire du Verney.

## Histoire
Les sources d'eau thermale de Pré-Saint-Didier étaient déjà connues à l'époque romaine, mais leur exploitation n'a commencé qu'au milieu du dix-septième siècle.
La réalisation de l'ancien l'établissement thermal remonte à 1834, lorsque le village prit le nom de Pré-Saint-Didier-les-Bains, tandis qu'en 1888 fut réalisé le bâtiment qui abritait autrefois le casino : aujourd'hui, même ce dernier complexe a été intégré dans les nouveaux établissements thermaux.

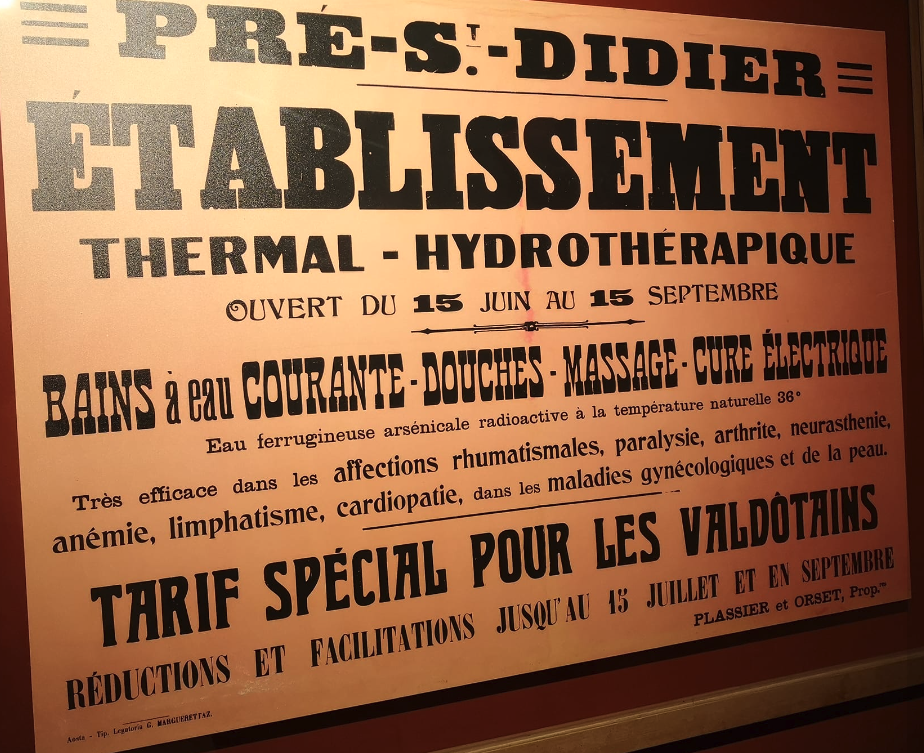
Ancienne affiche des thermes.

Depuis plus de 150 ans, ces thermes furent l'un des principaux centres de villégiature de la famille royale italienne.
Au XXe siècle, après 30 ans d'inactivité, les installations ont fait l'objet d'une rénovation : la réouverture des thermes a permis une relance importante de la fréquentation des touristes dans la municipalité et de leur participation à l'économie locale.
Des thermes part un chemin qui mène à la passerelle panoramique, suspendue au-dessus du gouffre du Verney, une attraction touristique ouverte au printemps 2014,.

## Sources
- (it) Cet article est partiellement ou en totalité issu de l’article de Wikipédia en italien intitulé « Terme di Pré-Saint-Didier » (voir la liste des auteurs).